# ǃKung nyelv
Az !kung nyelv, ismert még !xuun nyelvként, illetve ju nyelvként is (!kung nyelven: ju) egy dialektuskontinuum, amit Namíbiában, Angolában, Botswanában és a Dél-afrikai Köztársaságban beszél a szanok (busmanok) egyik csoportja.
A nyelv a koiszan nyelvek csoportjába tartozik. Híres arról, hogy rengeteg ún. csettintőhangot tartalmaz, például a ! magában a nyelv nevében is. Emellett a világ egyik legösszetettebb mással- és magánhangzókészlete jellemzi. A !xuun szó kiejtéséhez először csettintőhang jön az x hang előtt (ami a skót vagy a német ch-ra emlékeztet), amit egy nazális u magánhangzó követ magas, növekvő tónusban.

## Beszélők száma
Az !kung a harmadik legszélesebb körben beszélt koiszan nyelv, a nama és a szandawe nyelv után.
Nagyjából 15 000 beszélője van, de pontos adat nem áll rendelkezésre, mivel az !kung nyelvet beszélők törzsek a különböző vidékeken vannak szétszóródva. Brenzinger 2011-ben 9000 beszélőt adott meg Namíbiához, 2000-et Botswanához, 3700 a Dél-afrikai Köztársasághoz és 1000-et Angolához.
A 20. század közepének végéig az !'o!kung és a maligo dialektusok széleskörűen használatban volt Dél- és Nyugat-Angolában. Ám az !kung beszélői az angolai polgárháború következtében Namíbiába (főleg a Caprivi-sávba) és a Dél-afrikai Köztársaságba menekültek. Botswana a jul'hoan dialektust beszélőknek ad otthont.

## Változatok
Az ismertebb !kung dialektusok a jul'hoanszi, az ekoka !kung, az !'o!kung és a ǂKxʼauǁʼein. Azonban még több mint tíz olyan nyelvjárás van még, amelyek nem érthetők kölcsönösen.
Az !kung dialektusokat négy csoportba teszik, ebből kettő nagyon közel áll egymáshoz, ezek:
- Nyugati !kung: Nyugat-Angola, a Cunene, az Ovambo, a Cuito és a Cuando folyók mentén, de rengeteg menekült beszéli már Namíbiában is:

- !'O!Kung
- Maligo

- Középnyugati !Kung: Namíbia, az Ovambo folyó és az angolai határ mentén, az Okavango folyó mentén és a Rundu északi részétől, egészen az Etosha-sivatagig:

- Tsintsabis
- Okongo
- Ovambo
- Mpunguvlei
- I'Akhwe (ekoka)

- Középső !kung: Namíbia Grootfontein város környékén, a közép-nyugati Omatako és a déli Ovambo folyó környékén.
- Észak-déli !kung: Botswana, az Okavango-delta északi része, és Északkelet-Namíbia, Windhoek és Rundu város közelében, Gobabis és a Caprivi-sáv:

- Tsumkwe,
- Omatako,
- Kameeldorling és
- Epukiro.